# قارضاوية فجرية
القارضاوية الفجرية (الاسم العلمي:†Eomyini) هي قبيلة منقرضة من القوارض تتبع فصيلة القارضات الفجرية من رتيبة قندسيات الشكل.

## أجناس القارضاوية الفجرية
- القارضة الفجرية